# 黒田俊節
黒田 俊節（くろだ しゅんせつ、1839年（天保10年）- 1884年（明治17年）2月7日）は、江戸・明治時代の囲碁棋士。江戸生まれ、服部正徹門下、方円社にも所属、六段。元の名は源次郎、その後六左衛門、俊三と改名、字は貞文、俊節は雅号。倒幕運動にも参加。

## 経歴
父は武家の出で、浪人して江戸へ出て、芝露月町で鮓屋「小松鮓」を開き有名となった。ここで生まれた俊節は幼時より碁を好み、12、3歳頃には初段ほどになったのを、服部正徹の目に留まって門下となる。
文久の頃に勤王の志を持ち、京に赴いて鷲尾隆聚に仕え、志士として活動する。戊辰戦争では鷲尾卿をたすけて会津、新潟と転戦して軍功を挙げた。明治になり鷲尾家家令の春木義彰の家に勤める。その後大阪で商人に転身するが失敗。西区土佐堀裏町で碁席を設け、多くの門人を集めた。
1877年（明治10年）に来阪した林秀栄と十番碁を打ち、互先で6勝4敗と勝ち越す。1879年（明治12年）に東京へ出て、設立されたばかりの方円社で村瀬秀甫、中川亀三郎らと対局、秀甫との十番碁では定先で4連敗となる。しかし小林鉄次郎に打ち分け、高橋杵三郎に2連勝し、方円社に加わって六段を認められた。1884年に大阪の自宅で死去。
秀甫との十番碁の3連敗後の第4局で、「御免」と言いざまに1手目を天元に打ったという碁が知られている。戊辰戦争では土方久元、蒲生弘などと深い交友があった。